# Paul Skenes
Paul Skenes (Fullerton, 29 maggio 2002) è un giocatore di baseball statunitense che milita nel ruolo di lanciatore per i Pittsburgh Pirates della Major League Baseball (MLB).

## Carriera

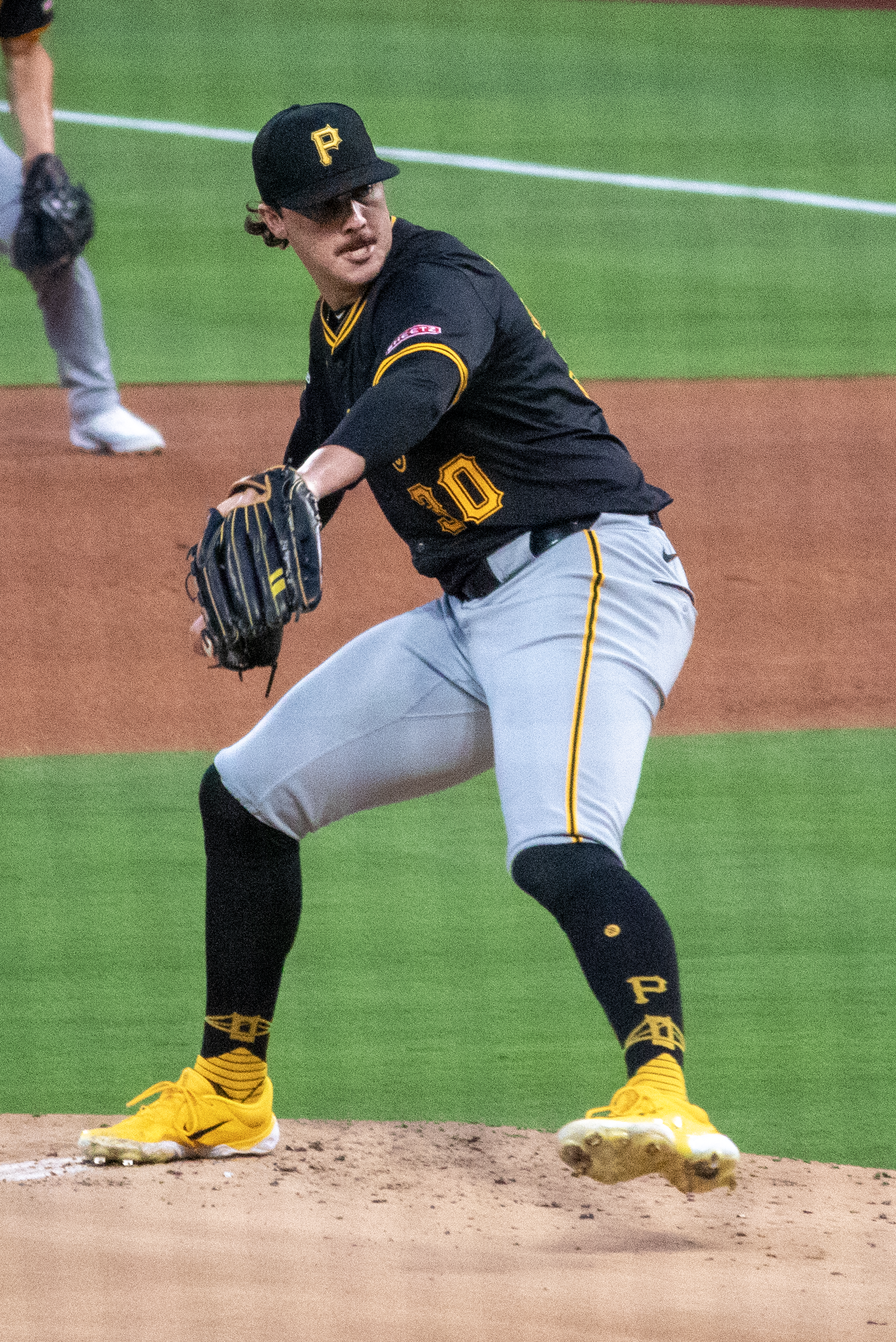
Skenes nella sua prima stagione

Skenes fu scelto come primo assoluto nel Draft MLB 2023 dai Pittsburgh Pirates, arrivando nella lega come il prospetto più atteso tra i lanciatori dai tempi di Stephen Strasburg. Dopo essere stato per un anno nel sistema delle squadre minori affiliate ai Pirates, l'11 maggio 2024 fu promosso in prima squadra. Nel suo debutto nella MLB al PNC Park contro i Chicago Cubs quel giorno, Skenes lanciò 17 fastball a più di 100 miglia l'ora, ottenendo 7 strikeout ma concesse tre punti in quattro inning. Nella seconda gara da partente, contro i Cubs al Wrigley Field il 17 maggio, Skenes lanciò per sei inning senza concedere alcuna valida, terminando con 11 strikeout (inclusi i primi 7 battitori che affrontò).
Il 7 luglio 2024 fu annunciata la convocazione di Skenes per l'All-Star Game 2024, diventando il primo giocatore scelto come primo assoluto a ottenere tale riconoscimento nella sua stagione da rookie. L'11 luglio, il manager della National League Torey Lovullo nominò Skenes lanciatore partente, diventando il quinto rookie della storia a riuscirvi. Skenes lanciò un inning senza subire punti all'All-Star game, concedendo una base su ball a Juan Soto ma eliminando Aaron Judge con un groundout.
Il 9 settembre con i Miami Marlins, Skenes eliminò Connor Norby nella parte alta del primo inning raggiungendo il suo 143º strikeout, un nuovo record di franchigia per un rookie dei Pirates. Chiuse la sua prima stagione con 1.96 di media PGL, 0.95 di WHIP, 170 strikeout, 32 basi su ball e un record di 11-3 in 23 gare come partente. Per le sue prestazioni fu premiato come rookie dell'anno della National League e finì terzo nelle votazioni del Cy Young Award, vinto da da Chris Sale degli Atlanta Braves.

## Palmarès
- MLB All-Star: 1

2024
- All-MLB First-team: 1

2024
- Rookie dell'anno della National League - 2024